# Scopula recessaria
Scopula recessaria là một loài bướm đêm trong họ Geometridae.